# さくら (ケツメイシの曲)
『さくら』は、ケツメイシのメジャー11枚目・通算14枚目のシングル。2005年2月16日に、トイズファクトリーよりリリースされた。

## 概要
前作「君にBUMP」より7ヶ月ぶりのリリース。
MVには、萩原聖人と鈴木えみが出演（メンバーもチョイ役で出演）。ドラマ仕立てとなっており、脚本は岡田惠和が執筆した。
ノンタイアップながらも、初動で約21万枚を記録し、ケツメイシ最大のヒットシングルとなった。
自身初のオリコン年間シングルセールス1位も視野に入っていたが、2005年度の最終週に修二と彰の「青春アミーゴ」がわずか3000枚上回ったため、僅差で年間2位となった。CDジャケットには、裏ジャケットに桜金造ジャケットバージョンも存在する。初回特典は「願掛けお守りステッカー」が封入。
表題曲の「さくら」は、リーダーの大蔵が神奈川県横浜市南区井土ヶ谷出身であることにちなみ、最寄り駅の京急本線井土ヶ谷駅で、2015年3月18日より接近メロディとして使用されている。編曲は塩塚博が手掛けた。
2021年3月に発売されたベスト・アルバム『ケツノパラダイス』の為に、2021年2月に新しく2021年版ミュージックビデオが作られ、同ビデオでは伊藤あさひと久間田琳加が出演。

## 収録曲
全作詞・作曲：ケツメイシ　
1. さくら
  - basic track：NAOKI-T
  - sound produce：NAOKI-T
  - 桜と恋愛を調和して制作された[4]。桜の景色は変わらないが、もう恋人がいないということだけ違うという、過去の恋人との日々を想い浮かべながらという描写がよく伝わっている曲。会社の同期であった30代ぐらいの昔付き合っていた男女2人などという細かい設定を設け、メンバーがそれぞれが歌詞を書き上げていった[8]。
  - 同年6月29日発売の『ケツノポリス4』には「アウトロ」が収録されている。
2. ケツメンサンバ
  - basic track：YANAGIMAN
  - sound produce：YANAGIMAN
  - マツケンサンバのパロディ
3. 新生活（アコースティックmix）
  - インディーズ時代の2ndシングル「新生活」のリメイク・ヴァージョン。

## カバー
さくら
- 井上苑子 - 2017年、映画『ReLIFE リライフ』エンディングテーマ[9]